# براتسزیمانانا
براتسزیمانانا (به لاتین: Beratsimanana) یک منطقهٔ مسکونی در ماداگاسکار است که در مائوتنانا (بخش) واقع شده‌است.
 براتسزیمانانا  ۸٬۰۰۰ نفر جمعیت دارد و ۵۴ متر بالاتر از سطح دریا واقع شده‌است.